# Oetzen
Oetzen est une commune allemande de l'arrondissement d'Uelzen, Land de Basse-Saxe.

## Géographie
Oetzen se situe dans la lande de Lunebourg.
|        | Weste      |            |
| Uelzen | Oetzen     | Rosche     |
|        | Rätzlingen | Suhlendorf |

La commune comprend les quartiers de Bruchwedel, Dörmte, Jarlitz, Oetzen, Stöcken et Süttorf.

## Source, notes et références
- (de) Cet article est partiellement ou en totalité issu de l’article de Wikipédia en allemand intitulé « Oetzen » (voir la liste des auteurs).